# Goceviidae
Famille
Les Goceviidae sont une famille d'amibes de l’ordre des Centramoebida (classe des Discosea).

## Étymologie
Le nom de la famille vient du genre type Gocevia, nommé par A. Valkanov en hommage à son ami, le géologue bulgare Petar Velikov Gochev (bg). 
Remarque sur l'orthographe : du fait de l'existence, dans le patronyme « Gočev », de la lettre « č » dite C háček, la translitération aurait dû être Gochev, donnant au genre le nom éponyme de Gochevia au lieu de Gocevia.

## Description
Le genre type Gocevia est une amibe de forme plus ou moins sphérique, avec une bosse granuleuse centrale, partiellement ou complètement entourée d'une marge hyaline distincte. Sa surface est recouverte d'une épaisse couche de grains minéraux réfractifs, qui sont individuellement clairs ou jaunâtres mais donnent à la cuticule un aspect noirâtre. Sa cuticule au repos est sphérique ou ovoïde. Sa zone hyaline est souvent de contour irrégulier avec des sous-pseudopodes coniques ou digiformes et des filaments traînants. Ses cellules sont uninucléées. Des cystes ont été observés. Ses dimensions varient, selon les auteurs entre 25 et 100 µm.
La couche dense de grains minéraux qui entoure cette amibe est censée constituer une protection flexible pour l'amibe. La membrane ressemble à première vue à la coquille d'une espèce de Pseudodifflugia.

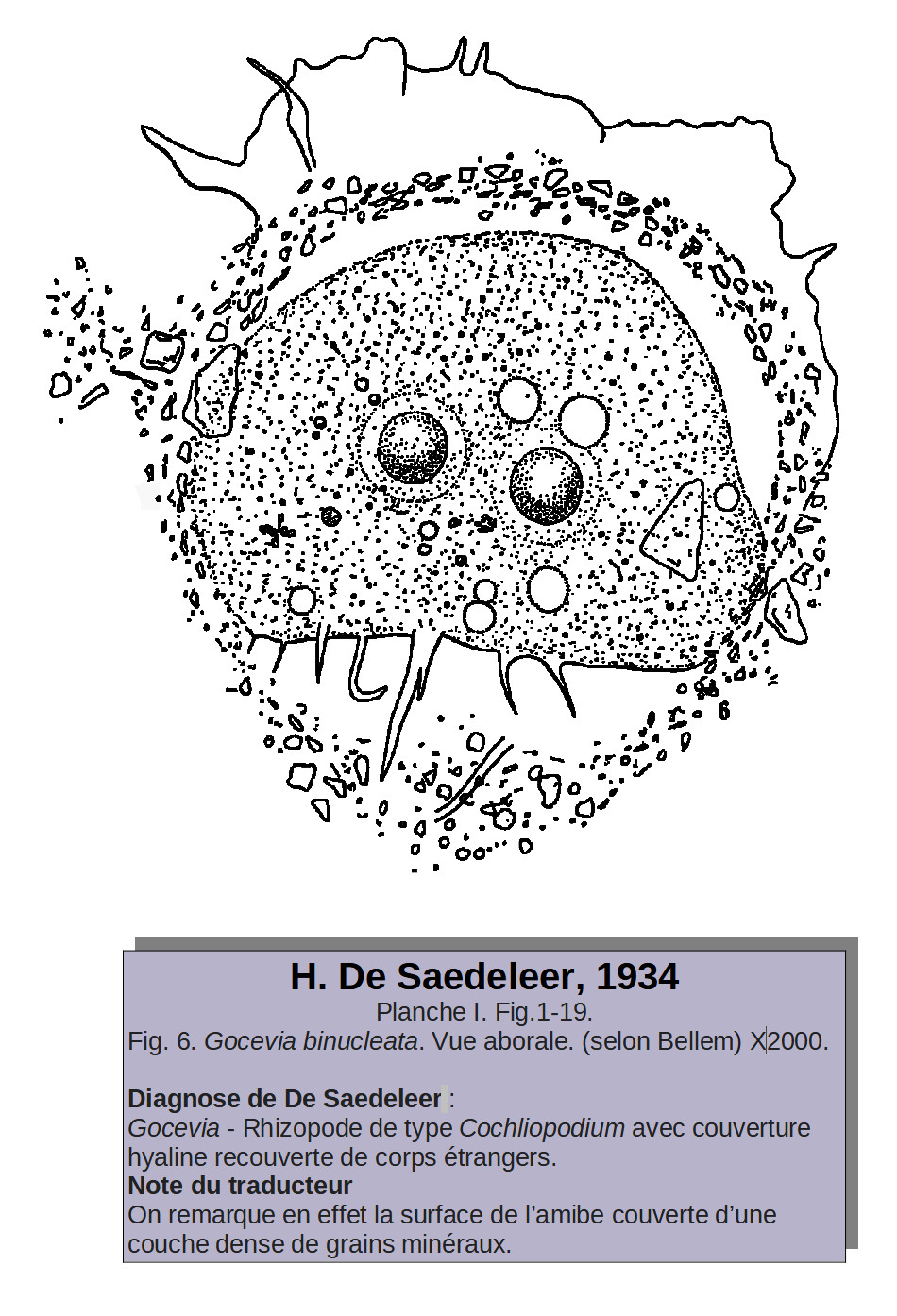
Gocevia binucleata
(de Saedeleer, 1934)

## Habitat et répartition
Le genre type Gocevia vit en eau douce, dans les sédiments d'eau claire. 
Selon GBIF (25 décembre 2024), les Goceviidae se répartissent sur tous les continents bien que rarement observés.

## Liste des genres
Selon IRMNG (25 décembre 2024) :
- Endostelium Olive et al., 1984.
- Gocevia Valkanov, 1932 genre type
  - Espèce type : Gocevia pontica Valkanov, 1932[1]
- Paragocevia Page, 1987[5].

## Systématique
Le nom valide de ce taxon est Goceviidae Cavalier-Smith & Smirnov, 2011.
Le genre type Gocevia a été décrit par Penard (1902) sous le nom de Cochliopodium obscurum, puis placée dans le genre Gocevia par Valkanov en 1932. Le nom Gocevia obscurum n'est pas correct et devrait être remplacé par Gocevia obscura.